# Vindicators
Vindicators is een videospel voor dat werd ontwikkeld door Atari Games en uitgegeven door Tengen. Het spel kwam in 1988 uit voor de Nintendo Entertainment System, maar later volgde andere platforms.

## Platforms
| Jaar | Platform                                  |
| ---- | ----------------------------------------- |
| 1988 | Arcade, NES                               |
| 1989 | Amiga, Amstrad CPC, Atari ST, ZX Spectrum |
| 1990 | Commodore 64                              |

## Ontvangst
| Beoordeeld door                | Platform     | Datum         | Score |
| ------------------------------ | ------------ | ------------- | ----- |
| The Games Machine (GB)         | Amiga        | juli 1989     | 89%   |
| The Games Machine (GB)         | Atari ST     | mei 1989      | 88%   |
| Computer and Video Games (CVG) | Atari ST     | april 1989    | 87%   |
| Computer and Video Games (CVG) | Amstrad CPC  | april 1989    | 85%   |
| CU Amiga                       | Amiga        | april 1989    | 80%   |
| Zzap!                          | Amiga        | augustus 1989 | 63%   |
| Power Play                     | Atari ST     | juni 1989     | 59%   |
| Power Play                     | Amstrad CPC  | juni 1989     | 40%   |
| Your Spectrum                  | ZX Spectrum  | juni 1989     | 38%   |
| Zzap!                          | Commodore 64 | februari 1991 | 35%   |